# Dietrich André Loeber
Dietrich André Loeber (Riga, 4 gennaio 1923 – Amburgo, 24 giugno 2004) è stato un giurista tedesco.

## Biografia
Loeber nacque in una famiglia di tedeschi del Baltico, da J. August Loeber, professore di diritto, senatore e membro della Corte costituzionale lettone, ed Emilie Mentzendorff. Dopo essersi laureato presso il Ginnasio Friedrich Wilhelms, Dietrich Loeber prestò servizio dal 1941 al 1945 sotto l'ammiraglio Wilhelm Canaris. Dopo aver studiato giurisprudenza dal 1946 al 1953 presso l'Accademia di diritto internazionale dell'Aia e alla Columbia University, lavorò come avvocato a Monaco di Baviera e Amburgo.
Loeber fu redattore della rivista East European Law dal 1955 al 1960 e presso l'Istituto Max Planck di diritto comparato e internazionale dal 1958 al 1970. La sua abilitazione all'Università di Amburgo fu conseguita nel 1966. Dal 1966 al 1989 fu professore di diritto presso la Università di Kiel. Loeber lavorò come professore invitato e ricercatore presso la Università statale di Mosca nel 1961, alla Harvard Law School dal 1963 al 1964, alla Università della California, a Los Angeles nel 1970 e 1974 e alla Università di Stanford nel 1971 e 1973 e alla Columbia University dal 1980 a 1981 e 1983.
| Controllo di autorità | VIAF (EN) 268323457 · ISNI (EN) 0000 0001 2129 822X · LCCN (EN) n85072864 · GND (DE) 119002132 · BNF (FR) cb124606570 (data) · J9U (EN, HE) 987007280723605171 · CONOR.SI (SL) 79026275 |